# Großsteingräber bei Basdahl
Die Großsteingräber bei Basdahl waren mehrere megalithische Grabanlagen unbekannter Zahl der jungsteinzeitlichen Trichterbecherkultur bei Basdahl im Landkreis Rotenburg (Wümme) (Niedersachsen). Sie wurden im 19. Jahrhundert zur Gewinnung von Baumaterial für den Straßenbau zerstört. Ein Deckstein soll nach Hamburg verkauft worden sein. Ihr genauer Standort ist nicht überliefert. Auch über Ausrichtung, Maße und Grabtyp liegen keine näheren Angaben vor.
Ernst Sprockhoff führt in seinem Atlas der Megalithgräber Deutschlands, Band 3, S. 19 ein ausgegangenes Großsteingrab Basdahl auf. Dieses lag allerdings südlich von Basdahl bei Gnarrenburg und dürfte mit dem noch erhaltenen Steingrab im Eichholz identisch sein.